# Mark Shaw (photographe)
Pour les articles homonymes, voir Shaw et Mark Shaw (homonymie).
Mark Shaw, né le 25 juin 1921 à New York et mort le 26 janvier 1969, est un photographe américain.

## Biographie
Il est célèbre principalement pour ses photos de la famille Kennedy qui donna lieu après la mort de JFK à un livre The John F. Kennedy's - A family album, vendu à plus de 200 000 exemplaires, ainsi que pour ses photos de Dior.
Mark Shaw a travaillé pour Harper's Bazaar et Life. En 1960, il photographie Christa Päffgen en Dior, avant que celle-ci ne soit célèbre.

## Quelques célébrités photographiées
- Pablo Picasso
- Marc Chagall
- Brigitte Bardot
- Elizabeth Taylor
- Grace Kelly
- Audrey Hepburn
- Melina Mercouri
- Danny Kaye
- Cary Grant
- Paul VI
- Yves Saint Laurent